# STEIM
El STEIM (STudio por Electro Instrumental Music) es un instituto de investigación sobre acústica y música los Países Bajos fundado en 1969 por Misha Mengelberg, Louis Andriessen, Peter Schat, Dick Raaymakers, Jan van Vlijmen, Reinbert de Leeuw, y Konrad Boehmer.

## Historia
En 1968 Misha Mengelberg le pidió a Louis Andriessen que fundara una institución para la investigación de la música. El centro fue abierto en 1969. Desde el principio, Mengelberg estuvo a cargo del centro, pero el éxito inicial del STEIM dependió también de un grupo diverso e innovador. Los administradores iniciales incluyeron a Michel Waisvisz. 
La creación del STEIM coincidió con el apogeo de la música posmoderna. Debido a las asociaciones del STEIM con la música moderna, y las maneras que ponen en práctica los ideales teóricos del modernismo musical, tales como la defensa de estilos musicales influidos por la serialización total, educación de audiencias, o financiación de las artes por parte del Estado, el instituto ha sido duramente criticado por muchos artistas contrarios a este vanguardismo.